# 崔从
崔从（761年—832年），字子乂，唐朝中期大臣。清河郡武城县（今河北省衡水市故城县）人，寓居太原郡，出自清河崔氏定著六房之一的南祖崔氏乌水房。

## 生平
崔从曾祖中书舍人、国子司业、修国史崔融，祖父礼部尚书、东都留守，赠太子太傅崔翘，父亲尚书水部员外郎、渠州刺史、赠太子太保崔异。崔从在唐德宗贞元年间中进士。任山南西道推官，权知邛州事。从西川节度使韦皋，以拒副节度刘辟围攻邛州。唐宪宗元和初年，入拜吏部员外郎。元和九年（814年），由右司郎中擢御史中丞，改给事中。寻出为陕州大都督长史、陕虢团练观察使，兼御史中丞。旋入为尚书右丞。曾奉使安抚镇州王承宗。出为兴元尹、御史大夫、山南西道节度观察等使。唐穆宗即位，为尚书左丞。长庆二年（822年）为检校礼部尚书、鄜州刺史、鄜坊丹延节度使。长庆四年（824年），入为吏部侍郎，迁太常卿。唐敬宗宝历二年（826年），担任检校吏部尚书，充东都留守。唐文宗大和三年（829年），为户部尚书、检校尚书右仆射、太子宾客，分司东都。大和四年（830年），转任检校尚书左仆射、兼扬州大都督长史、御史大夫、充淮南节度副大使知节度事。大和六年（832年）十月，在扬州去世，赠司空，谥号贞。其子崔慎由、崔安潜，其孙崔胤。